# ستيفن جونز (كاتب خيال علمي)
ستيفن جونز (بالإنجليزية: Stephen Jones)‏ هو كاتب بريطاني، ولد في 4 نوفمبر 1953 في بيملكو في المملكة المتحدة.

## وصلات خارجية
- الموقع الرسمي